# Atanas Tarev
Atanas Kirilov Tarev (bulgariska: Атанас Кирилов Тьрев), född den 31 januari 1958, är en bulgarisk före detta friidrottare som tävlade i stavhopp under 1980-talet. 
Tarevs genombrott kom under EM 1982 i Aten där han blev bronsmedaljör efter att ha klarat 5,60. Året efter deltog han vid VM 1983 i Helsingfors och blev där bronsmedaljör efter Sovjetunionens Sergej Bubka och Konstantin Volkov, återigen efter att ha klarat 5,60. 
Sin tredje bronsmedalj vann han vid inomhus-EM i Aten 1985 återigen efter ett hopp på 5,60. Året efter vid inomhus-EM i Madrid vann han guld efter att ha klarat 5,70. Samma år slutade han fyra vid EM i Stuttgart. 
Han var i final vid VM 1987 och slutade då åtta efter att ha klarat 5,60. Hans sista mästerskapsmedalj vann han vid inomhus-EM 1988 då hans 5,70 räckte till en bronsmedalj.

## Personligt rekord
- Stavhopp - 5,80 meter